# Савинская (Ленинградская область)
Савинская — деревня в Винницком сельском поселении Подпорожского района Ленинградской области.

## История
Деревня Савинская упоминается в писцовых книгах 1582 и 1678 годов в Ильинской Винницкой волости.
Затем деревня Савинская упоминается на карте Олонецкого наместничества 1792 года А. М. Вильбрехта.

САВИНСКАЯ (ТРИФОЕВА) — деревня при реке Ояти, число дворов — 2, число жителей: 8 м. п., 6 ж. п.; Все чудь. (1873 год)

Деревня административно относилась к Винницкой волости 2-го стана Лодейнопольского уезда Олонецкой губернии.

САВИНСКАЯ (ТРИФОЕВА) — деревня Немжинского сельского общества при реке Ояти, население крестьянское: домов — 9, семей — 9, мужчин — 29, женщин — 36, всего — 65; лошадей — 11, коров — 20, прочего — 11. (1905 год)

С 1917 по 1922 год деревня входила в состав Немжинского сельсовета Винницкой волости Лодейнопольского уезда Олонецкой губернии.
С 1922 года в составе Ленинградской губернии.
С 1927 года в составе Винницкого района.

Деревня Савинская на карте 1932 года

Согласно карте Ленинградской области Северо-западного аэрогеодезического треста ГГУ издания 1932 года деревня насчитывала 4 крестьянских двора.
По данным 1933 года деревня Савинская входила в состав Немжинского вепсского национального сельсовета Винницкого национального вепсского района.
Согласно областным административным данным деревня называлась также Немжа Трифоева.

Деревня Савинская на карте 1940 года

Согласно топографической карте РККА 1940 года Савинская входила в куст деревень Немжа.
С 1963 года в составе Лодейнопольского района.
С 1965 года в составе Подпорожского района.
По данным 1966 года деревня Савинская также входила в состав Немжинского сельсовета.
По данным 1973 и 1990 годов деревня Савинская входила в состав Озёрского сельсовета.
В 1997 году в деревне Савинская Озёрской волости проживали 16 человек, в 2002 году — 8 человек (русские — 87 %).
В 2007 году в деревне Савинская Винницкого СП проживали 7 человек.

## География
Деревня расположена в южной части района на автодороге 41К-736 (Немжа — Еремеевская).
Расстояние до административного центра поселения — 15 км.
Расстояние до ближайшей железнодорожной станции Подпорожье — 99 км.
Деревня находится на правом берегу реки Оять.

## Демография
| 1873 | 1905 | 1997 | 2007 | 2010 | 2017 |
| ---- | ---- | ---- | ---- | ---- | ---- |
| 14   | ↗65  | ↘16  | ↘7   | ↘5   | ↗12  |

Согласно данным Всероссийской переписи населения 2021 года в деревне постоянного населения не было.

## Улицы
Песчаная.